# Vestre Eidsholmen
Vestre Eidsholmen est une île norvégienne du comté de Hordaland appartenant administrativement à Bergen.

## Description
Rocheuse et couverte d'arbres, elle s'étend sur environ 166 m de longueur pour une largeur approximative de 108 m. Elle compte une habitations. 